# 가와구치 마사토
가와구치 마사토(일본어: 川口 正人, 1981년 6월 18일 ~ )는 일본의 전 축구 선수이다.

## 구단 경력
과거 교토 퍼플 상가, 알비렉스 니가타에서 활동하였다.